# Куйган (Балхаський район)
Куйга́н (каз. Құйған) — село у складі Балхаського району Алматинської області Казахстану. Адміністративний центр Куйганського сільського округу.
Населення — 1059 осіб (2021; 1356 у 2009, 1386 у 1999, 1268 у 1989).